# Port lotniczy Puerto Obaldia
Port lotniczy Puerto Obaldia – panamski port lotniczy, zlokalizowany w mieście Puerto Obaldia.